# Borek (powiat łęczycki)
Borek – kolonia w Polsce położona w województwie łódzkim, w powiecie łęczyckim, w gminie Łęczyca.
W latach 1975–1998 miejscowość należała administracyjnie do województwa płockiego.